# Góc Séc
Góc Séc (tiếng Séc: Český koutek, tiếng Ba Lan: Czeski kątek, tiếng Đức: Böhmischer Winkel) là một vùng lãnh thổ được tìm thấy ở phía tây của vùng đất Klodzko, gần biên giới Séc-Ba Lan hiện tại. Khu vực này bao gồm mười một ngôi làng, từng là nơi sinh sống của người Bohemian Séc.

## Danh sách các khu định cư ở Góc Séc
Ở Góc Séc, có những đô thị sau:
- Slané (Słone Ba Lan)
- Březová (Brzozowie Ba Lan)
- Velká Čermná (Czermna Ba Lan)
- Žakš (Zakrze Ba Lan)
- Lázně Chudoba (Ba Lan Kudowa-Zdrój)
- Blažejov (Ba Lan Błażejów)
- Jakubovice (Jakubowice Ba Lan)
- Stroužné (Pstrążna Ba Lan)
- Bukovina (Bukowina Ba Lan (Kłodzka))
- Nouzín (Ba Lan Ostra Góra)
- Ostra Hora (Ba Lan Ostra Góra (một phần))

## Lịch sử

### Bắt đầu
Khu vực này có khả năng đã nằm dưới quyền của bang Great Moravia từ thời vua Svatopluk I vào cuối thế kỷ thứ 9, mặc dù phạm vi lãnh thổ chính xác của ông ta vẫn đang bị tranh cãi. Theo cuốn Chronica Boëmorum ("Biên niên sử Bohemians") từ năm 1191 viết bởi Cosmas của Prague, vào năm 981, lâu đài của Klodzko, dọc theo tuyến đường từ Prague đến Wrocław, là thuộc địa của quý tộc Bohemia Slavnik, cha đẻ của nhà truyền giáo Saint Adalbert Praha.
Trong cuộc cạnh tranh giữa công tước Přemyslid Boleslaus III và Jaromir năm 1003, vua Ba Lan Bolesław I Chrobry đã xâm chiếm Bohemia, nhưng phải rút lui vào năm sau đó, đối mặt với lực lượng của vua Henry II của Đức. Đổi lại, công tước xứ Bretislaus I đã vận động lãnh thổ kế cận phía bắc Silesia sau cái chết của Bolesław vào năm 1025. Một hiệp ước đình chiến do Henry II, Hoàng đế La Mã thần thánh kể từ năm 1014, đã phân định các phạm vi ảnh hưởng, để lại khu vực xung quanh Kłodzko cho Bohemia.
Khoảng năm 1080, Công tước Ba Lan Władysław I Herman thuộc triều đại Piast cưới Judith Přemyslovna, con gái của Công tước Vratislaus II xứ Bohemia, ông nhận quyền cai trị Klodzko như một thái ấp Bohemia. Trước khi ông qua đời năm 1102, ông đã tuyên bố truyền lại vùng đất này cho con trai mình là Công tước Bolesław III Wrymouth của Ba Lan. Tuy nhiên, Bolesław bị vướng vào một cuộc xung đột kế thừa khốc liệt với Công tước Svatopluk của Bohemia và người anh em họ Borivoj II. Cuối cùng ông phải từ bỏ Kłodzko để cống nạp cho Công tước Soběslav I của Bohemia vào năm 1137, dưới áp lực của Hoàng đế Lothair III.

### Quận Kladsko
Năm 1458, dưới sự cai trị của Vương quốc Bohemian, Klodzko đã trở thành một quận. Năm 1742, nó bị Phổ chiếm đóng. Năm 1816, quận bị bãi bỏ và lãnh thổ được cải tổ thành Landkreis Glatz của Phổ Silesia

### Yêu cầu của Tiệp Khắc
Sau Thế chiến I, nhà nước Tiệp Khắc mới đặt yêu sách đối với Quận Kladsko. Một trong những đề xuất được đưa ra bởi phái đoàn Tiệp Khắc bao gồm sáp nhập Góc Séc vào lãnh thổ Tiệp Khắc. Tuy nhiên, những tuyên bố này cuối cùng đã bị Hiệp ước Versailles bác bỏ năm 1919.

Các đề xuất của Phái đoàn Tiệp Khắc về việc kết hợp Vùng đất Kłodzko vào Tiệp Khắc trong Hội nghị Hòa bình Paris, 1919
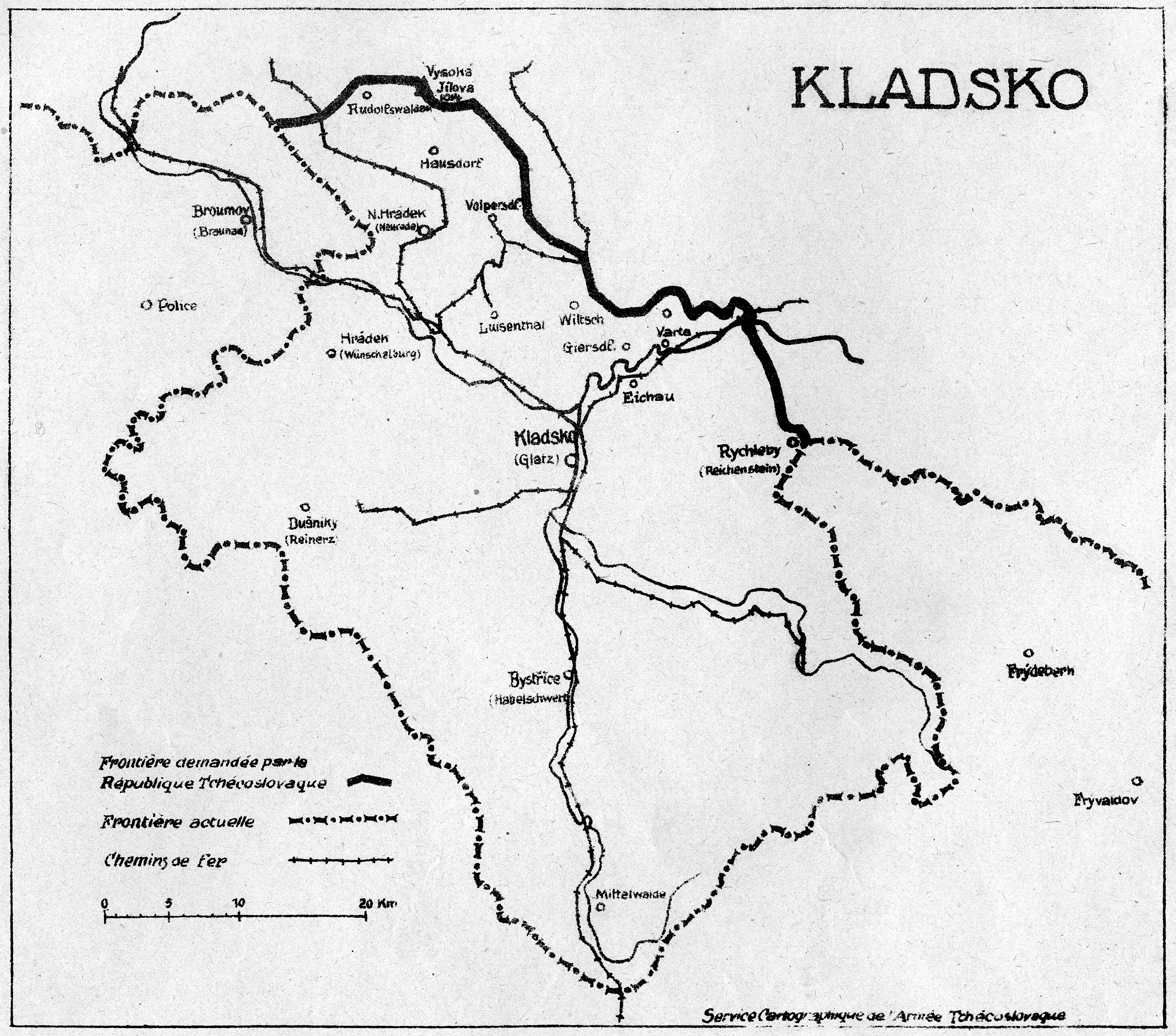
Yêu cầu phần lãnh thổ tối đa do Tiệp Khắc đưa ra
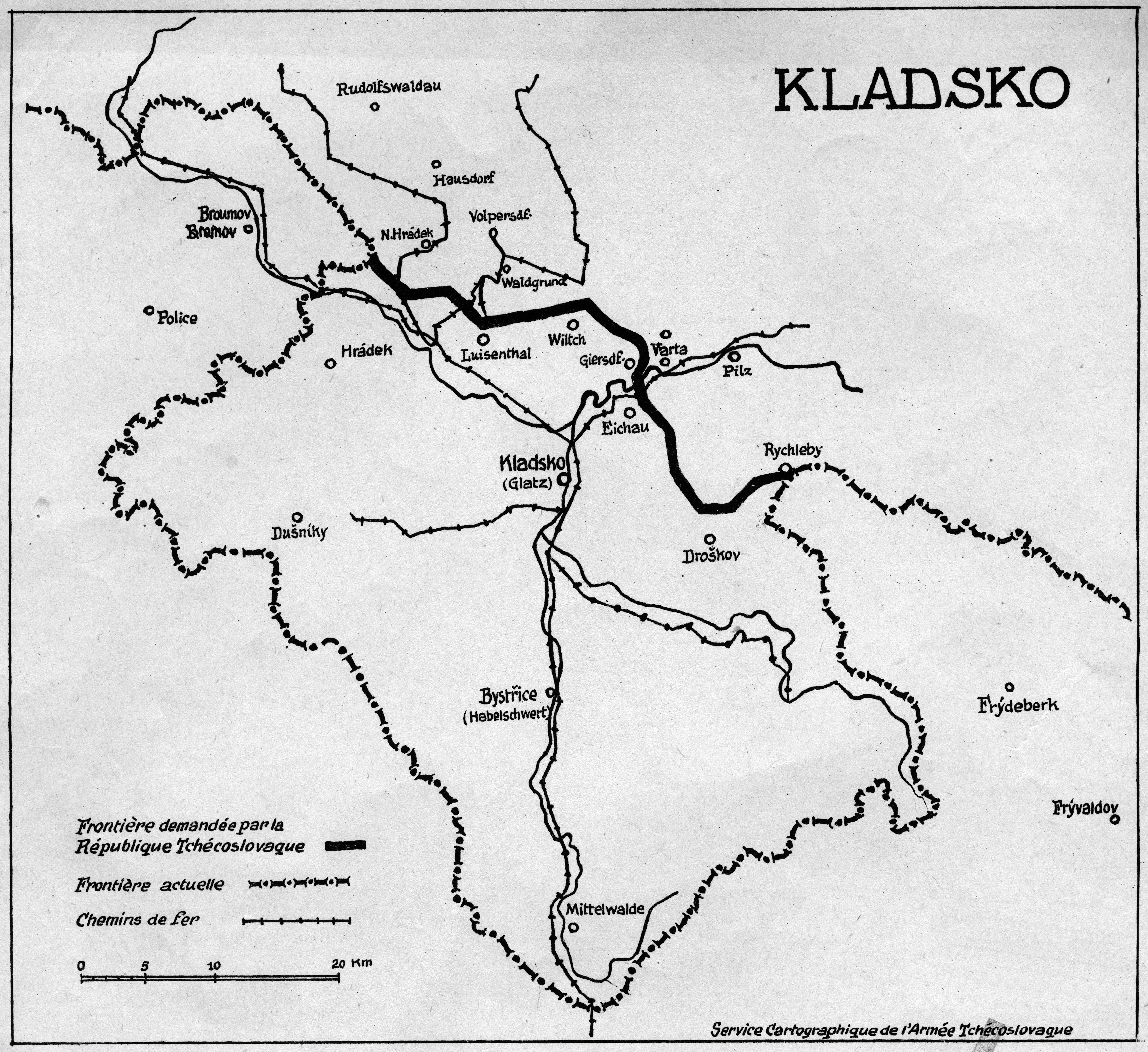
Yêu cầu phần lãnh thổ trung bình do Tiệp Khắc đưa ra
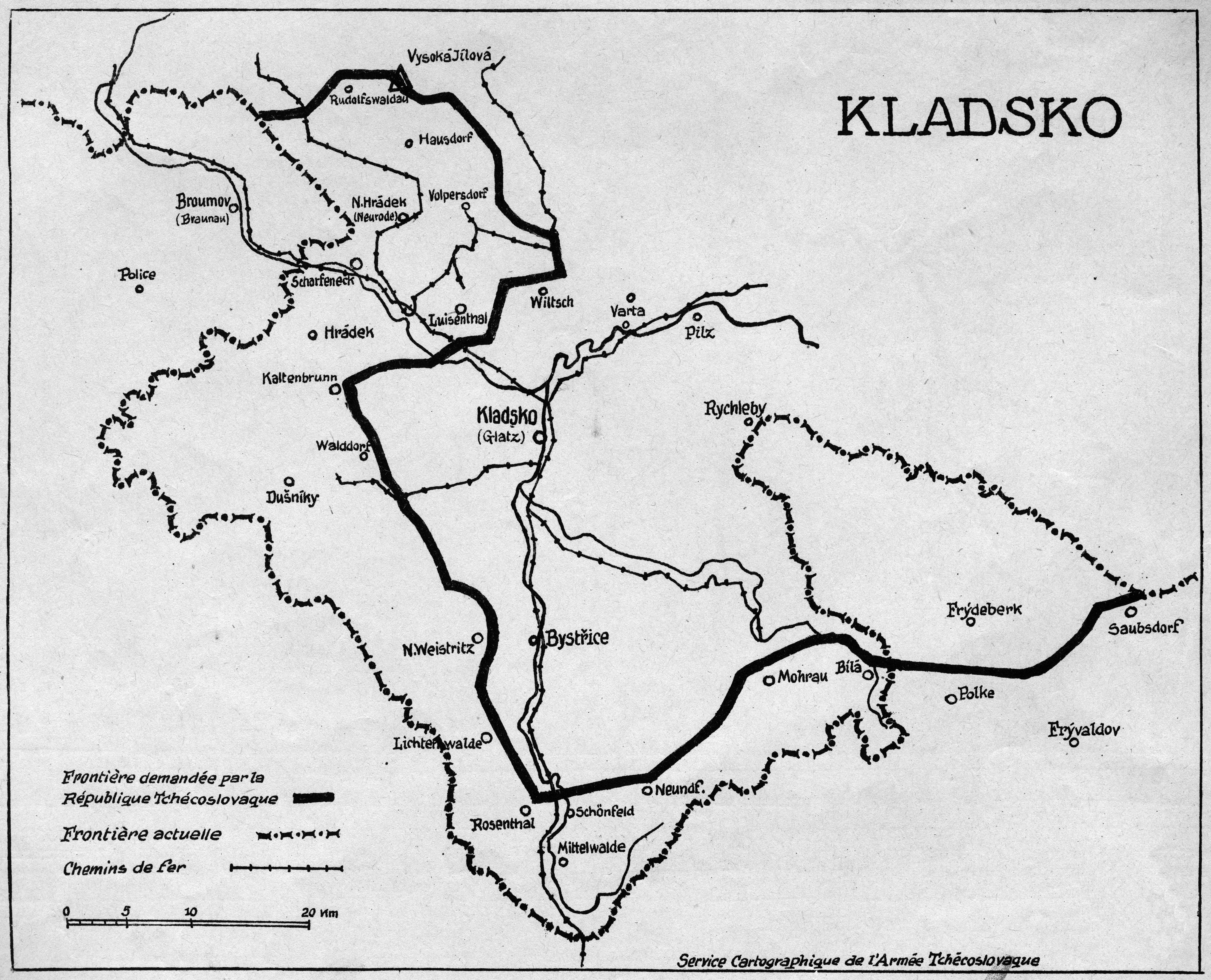
Yêu cầu phần lãnh thổ tối thiểu do Tiệp Khắc đưa ra

### Sáp nhấp vào Ba Lan
Với việc triển khai giới tuyến Oder-Neisse tại Hội nghị Potsdam năm 1945, phần lớn lãnh thổ của Phổ Silesia bao gồm cả Kłodzko, được gọi là "Little Prague " (tiếng Đức: Klein-Prag) và Góc Séc trở thành một phần của Cộng hòa Ba Lan.
Vùng đất Kłodzko một lần nữa trở thành tâm điểm của nỗ lực tái hợp lại khu vực này vào lãnh thổ Tiệp Khắc. Nhiều cuộc xung đột biên giới Tiệp Khắc - Ba Lan đã nổ ra. Vào tháng 5 năm 1945, Tiệp Khắc đã cố gắng sáp nhập khu vực này, thay mặt cho người thiểu số Séc có mặt ở Góc Séc. Áp lực do Liên Xô gây ra cuối cùng đã dẫn đến việc chấm dứt các hoạt động quân sự.
Dân số Góc Séc nhanh chóng suy giảm do di cư sang Cộng hòa Séc và Cộng hòa Liên bang Đức. Trong khi ngay sau Thế chiến II, dân số Séc ở Góc Séc là khoảng 5.100 người, năm 1957 ước tính còn lại khoảng 500 người Séc. Đại đa số cư dân của Góc Séc ngày nay là người Ba Lan.
Theo giáo luật, khu vực này là một phần của Tổng giáo phận Công giáo La Mã Prague cho đến năm 1972.
Tận dụng lợi ích liên quan đến Góc Séc và khu vực Kladsko trong lý tưởng dân tộc Séc, một khu du lịch đặc biệt ở quận Náchod đã được chỉ định là Khu du lịch Biên giới Kladsko  (quận du lịch; tiếng Séc: turistická oblast Kladské pomezí). Khu vực này, hoàn toàn thuộc Cộng hòa Séc, trước đây được gọi là Vùng của Jirásek (tiếng Séc: Jiráskův kraj), Đá Adršpach (tiếng Séc: Adršpašské skály).